# Carhaix-Plouguer
Carhaix-Plouguer (bret. Karaez-Plougêr) – miejscowość i gmina we Francji, w regionie Bretania, w departamencie Finistère.

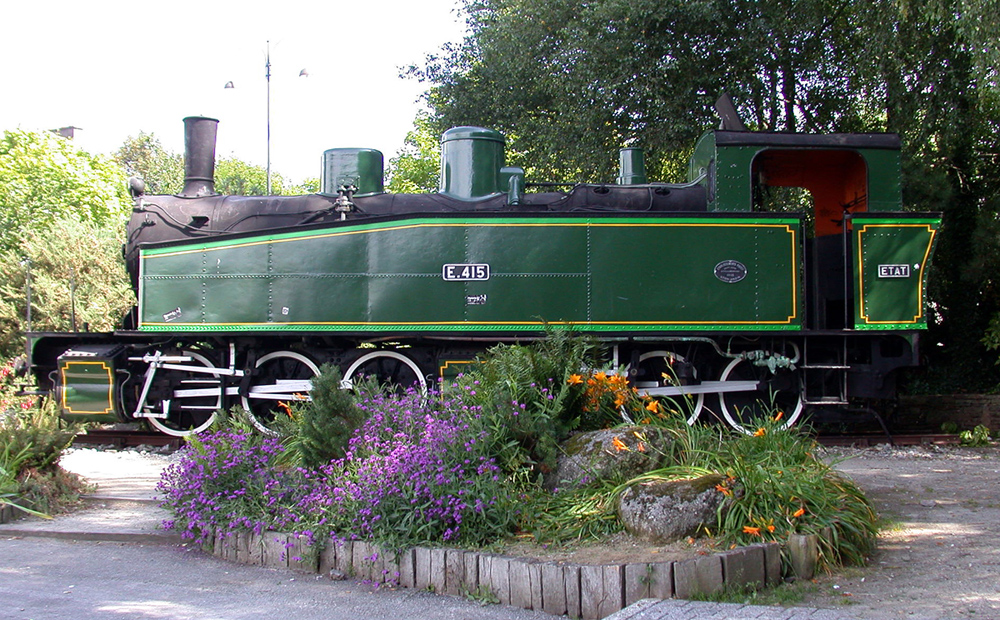
Lokomotywa na Place de la Gare

Według danych na rok 1990 gminę zamieszkiwało 8198 osób, a gęstość zaludnienia wynosiła 318 osób/km² (wśród 1269 gmin Bretanii Carhaix-Plouguer plasuje się na 36. miejscu pod względem liczby ludności, natomiast pod względem powierzchni na miejscu 357.).